# ミンゲチェヴィルダム
ミンゲチェヴィルダム（英: Mingachevir Dam、アゼルバイジャン語: Mingəçevir Su Elektrik Stansiyası）は、アゼルバイジャンのクラ川に建設されたダムである。高さ80メートル（260フィート）のアースフィルダムで、水力発電と灌漑を目的としている。ミンゲチェヴィル貯水池の貯水量は15.730立方キロメートル（12,753,000エーカー・フィート）で、605平方キロメートル（234平方マイル）の範囲をカバーし、流域の農地約1,000,000ヘクタール（250万エーカー）に灌漑用水を供給している。ミンゲチェヴィル水力発電所は南コーカサス最大の水力発電所で、2000年にフランシス水車6基がオーバーホールされ、70メガワット（94,000 hp）の出力となっている。

## 概要
ミンゲチェヴィルダムの建設はアゼルバイジャン・ソビエト社会主義共和国時代の1939年、ソ連共産党第18回大会で決定し、特別委員会によって建設計画が進められたが第二次世界大戦勃発によって一時中断、1945年に建設再開が決定された。ダムの建設は9年を要し、アゼルバイジャン各地から多数の労働者が動員され、計2万人が建設に携わっている。また、1940年代終わりにかけ、約1万人のドイツ軍捕虜も建設に動員された。ダムは1954年1月10日に完成記念式典が執り行われ、同年から本格稼働した。
ミンゲチェヴィル水力発電所で作られた電力は、ロシア、ジョージア、イランなどのアゼルバイジャン近隣諸国にも供給され、アゼルバイジャン、ジョージア、トルコの送電網を統合用の送電線敷設後、2013年12月からトルコへの供給も開始されている。
1990年代後半からミンゲチェヴィル水力発電所の改修が欧州復興開発銀行（EBRD）とイスラム開発銀行（IsDB）の財政支援により実施され、発電能力が60メガワットから70メガワットに向上した。2007年にはカスケード改修の融資契約をIsDBとの間で調印した。2010年からは大規模改修が行われ、2018年2月27日の試運転式にはアゼルバイジャンのイルハム・アリエフ大統領が参加。改修によって発電所のすべての発電機と水力タービンが交換され、発電能力が284メガワットから424メガワットに増大している。